# رستم تولاغانوف
رستم تولاغانوف (مواليد 8 أكتوبر 1991) هو ملاكم أوزباكستاني، مثّل بلاده في الألعاب الأولمبية الصيفية 2016 وحقق الميدالية البرونزية في فئة الوزن الثقيل.

## روابط خارجية
رستم تولاغانوف على موقع بوكس ريك (الإنجليزية) (registration required)
- رستم تولاغانوف على موقع اللجنة الأولمبية الدولية (الإنجليزية)
- رستم تولاغانوف على موقع أوليمبيديا (الإنجليزية)